# Johann Freitag von Loringhoven
Johann Freitag von Loringhoven, anche Johann Freytag von Loringhoven o Johann Fridach van Loringhoffe (1430 circa – 26 maggio 1494), fu Gran Maestro dell'Ordine di Livonia in carica dal 1483 al 1494.

## Biografia

### Prime operazioni
Membro della famiglia Freytag von Loringhoven e inizialmente nominato come membro dell'Ordine teutonico, Johann entrò a far parte dei cavalieri di Livonia mentre Bernhard von der Borch era al comando. La politica discutibile operata da quest'ultimo gli costò la rinuncia forzata al ruolo di Gran maestro e a sostituirlo fu proprio Johann Freitag von Loringhoven. Durante il suo mandato, il nuovo Landmeister di Livonia continuò a lottare contro l'Arcivescovo di Riga, in una disputa che si trascinava da secoli per il predominio della città. Il 20 dicembre 1483 morì l'arcivescovo di Riga Stephan Grube. La sua dipartita scatenò la lotta per il posto vacante. I cittadini di Riga presentarono il loro candidato, così come fecero l'Hochmeister dell'Ordine teutonico presentò e von Loringhoven: i livoniani sostenevano Michael Hildebrand. Nel 1484, Papa Innocenzo VIII, il quale nel frattempo aveva ricevuto dal Gran maestro di Livonia una cospicua donazione di 3.000 fiorini, nominò come nuovo Arcivescovo di Riga Michael Hildebrand. Tuttavia, la città di Riga rifiutò di riconoscerlo.

### La guerra civile di Livonia
L'Arcivescovo di Riga e l'Ordine di Livonia avevano raggiunto due importanti compromessi riguardanti il loro rapporto: nel 1451, era stato deciso che l'Arcivescovo dovesse essere membro dell'Ordine di Livonia, senza essere però politicamente sottoposto al Landmeister di Livonia. L'anno successivo si continuò a procedere per risolvere la questione Riga.
Nel 1452 a Salaspils, venne deciso che l'Ordine di Livonia e l'Arcivescovo di Riga si sarebbero divisi il potere. Anche se gli abitanti di Riga non approvavano ciò, questo accordo si adattò bene con entrambi i padroni e rimase, salvo la parentesi bellica di cui si dirà, in vigore fino al 1562, quando la situazione politica mutò con Gottardo Kettler. Dopo la firma del trattato di Salaspils, l'odierna capitale lettone soffrì molto più di altri insediamenti della Livonia. Visto che aveva due padroni, le richieste che subiva erano raddoppiate. Così, già pochi decenni dopo, la città Riga cercò di liberarsi dai due padroni. Nel 1480 l'Arcivescovo aveva, ancora una volta, litigato con i cavalieri di Livonia e fu costretto a rinunciare alla sua posizione dodici mesi dopo: stanco di queste continue schermaglie, l'Ordine decise di lasciare la carica clericale vacante a tempo indeterminato. Nello stesso tempo, le tensioni tra la città e l'Ordine si acuirono e, nel 1484, culminarono con la guerra civile. Gli abitanti attaccarono la fortezza dell'Ordine a Riga ed uccisero tutti i membri lì presenti, procedendo poi ad attaccare ed espugnare la vicina fortezza di Daugavgrīva vicino al fiume (oggi è una frazione della capitale).
In un primo momento, l'Ordine di Livonia cercò di risolvere la lite tramite negoziati, senza però evitare di premunirsi militarmente nel caso in cui la situazione fosse peggiorata. Von Loringhoven era combattuto se dispiegare o meno le sue truppe per assediare la città, in quanto si sarebbe certamente scatenata la reazione dei paesi limitrofi (i russi in primis, i quali avrebbero potuto approfittare del momento di debolezza dei livoniani e che uscivano vittoriosi da una guerra precedente) e del Sacro Romano Impero (che avrebbe potuto sostenere apertamente Riga al fine di far desistere i cavalieri di Livonia). Nel mese di febbraio 1484, il Landmeister ruppe gli indugi e pose Riga sotto assedio. Non essendo numericamente in grado di assaltare direttamente le fortificazioni locali, decise di assumere il controllo della fortezza di Daugavgrīva (in tedesco Dünamünde) per minare i rifornimenti. Il 22 marzo 1484, la milizia cittadina fu sconfitta nella battaglia di Dünamünde. I comandanti della milizia furono uccisi e 23 nobili di Riga furono catturati. Dopo la vittoria, Johann Freitag von Loringhoven propose a Riga la pace.
Nel mese di aprile 1484, le ostilità tra Riga e l'Ordine ripresero. I residenti di Tallinn e di Rostock inviarono a Riga via mare una grande quantità di cibo e munizioni. La guarnigione dell'Ordine di Livonia a Paide capitolò ed il castello dei cavalieri venne raso al suolo. Per tutta risposta, questi ultimi organizzarono l'attacco alla proprietà dell'Arcivescovado. Krustpils, Cesvaine ed altri castelli furono preso d'assalto e demoliti. Nel mese di giugno del 1484, iniziarono i colloqui di pace ed il 22 agosto dello stesso anno venne concluso l'armistizio. I residenti Riga accettarono (non senza malumori perché ritenuto un fantoccio in mano al Gran maestro) il nuovo Arcivescovo Michael Hildebrand. Il 15 marzo 1486 venne firmata una pace senza limiti temporali tra l'Ordine e Riga. Entrambe le parti riottennero i loro beni sequestrati dal nemico durante la guerra. I negoziati, che durarono per anni, non risolsero il problema, fino a quando le forze del Landmarschall di Livonia Wolter von Plettenberg, futuro capo dei cavalieri, distrussero le forze della milizia di Riga in una battaglia che si tenne vicino a Riga nel 1491. La milizia ne usciva pesantemente sconfitta. Nel marzo 1491 a Wolmar venne siglato un nuovo trattato di pace. Le condizioni del trattato di Salaspils vennero ripristinate e Riga dovette accettare la suprema autorità dell'Ordine. Riga liberò senza riscatto tutti i prigionieri dell'Ordine e dovette altresì promettere di ricostruire il castello dell'Ordine, le fortezze di Riga, di Paide e di Daugavgrīva e consegnare all'Ordine la fortezza di Dünamünde e tutte le altre acquisizioni territoriali confiscate durante la lotta.
Un ultimo intervento sulla questione Riga avvenne nel 1492, quando furono riconosciuti alcuni diritti nei confronti degli agricoltori locali, tra cui il divieto di vendere armi o cavalli in mano ai lituani, probabilmente perché ritenuti validi a livello bellico.

### 1492: la guerra tra l'Ordine di Livonia e la Russia
Il rapporto tra lo Stato russo e l'Ordine di Livonia continuò a deteriorarsi nel corso degli ultimi decenni del XV secolo. Nel 1492, il Gran Principe di Mosca Ivan III costruì la grande fortezza di pietra di Ivangorod, sul confine con la Livonia. La struttura difensiva era alta, dai muri spessi e realizzata in fretta nel timore di possibili conflitti. Inaspettatamente, la fortezza fu attaccata dagli svedesi, i quali la offrirono al Gran maestro, perché troppo lontana dalla Scandinavia. Tuttavia, von Loringhoven non accettò questo dono perché aveva firmato un trattato di pace con i russi e non voleva romperlo. Alla fine, gli svedesi decisero di far ritorno in patria, con le loro navi cariche di quanto avevano predato. I russi ancora una volta ripresero dunque la fortezza, rafforzandola nei punti deboli e lasciando una grande guarnigione a sorvegliarla. La tregua, nonostante le premure dei cavalieri, fu variamente violata: nel vicino centro di Narva, ad esempio, vi furono anche omicidi oltre che razzie perpetrati dai russi. Nel 1493, Johann Freitag von Loringhoven, temendo il crescente potere della Russia, propose al governo di Mosca di estendere la tregua per altri dieci anni. Il Gran Maestro morì nel 1494. Fu sepolto in abito cerimoniale, a differenza dei suoi due successori che furono invece seppelliti con indosso l'armatura.